# Ett liv ur dina händer
Ett liv ur dina händer är en doppsalm med text och musik av Tore Littmarck från 1978

## Publicerad som
- Nr 384 i Den svenska psalmboken 1986 under rubriken "Dopet".